# Chat perché
Pour l’article ayant un titre homophone, voir Chats perchés.
Le chat perché est un jeu de plein air populaire auprès des enfants. Il est facile à mettre en place, puisque les enfants ont besoin d'un grand espace (cour de récréation, jardin, parc…) et bien sûr de connaître les règles du jeu. Le but du jeu est d’éviter de devenir le chat.
Il ne faut pas nécessairement que celui qui a été touché entende l'autre dire « chat », pour qu'il le devienne.
Ce jeu fait partie des jeux appelé jeux de chat, c'est une variante parmi tant d'autres du jeu du loup.

## Règle du jeu
Il faut être au minimum trois personnes. Une personne va être désignée dans le rôle du « chat ». Il va devoir toucher une autre personne, qui est appelée « la souris », pour que celle-ci devienne à son tour le chat. Le premier chat devient alors une souris.
Quant aux souris, elles ont la possibilité de se percher pour éviter de se faire toucher par le chat. Elles peuvent se percher sur ce qu’elles veulent (pierre, banc, mur…), l’essentiel est que leurs pieds ne touchent plus le sol. Elles ne pourront alors pas devenir le chat. C’est cette règle qui différencie le chat perché des autres variantes du jeu.
Lorsque le chat touche une souris, il dit « chat ! » pour informer tout le monde que le chat n’est plus la même personne. En fonction des versions du jeu, d’autres mots peuvent être crié comme « touché ! » ou « t’y es ! ».
Le nouveau chat n’a pas le droit de toucher son père ou sa mère, c’est-à-dire que la souris nouvellement devenue chat ne peut pas toucher celui qui lui a donné le rôle du chat. Cela permet de varier les personnes qui seront le chat et évite les changements trop rapides.
Pour que le jeu reste dynamique, les souris ne doivent pas rester perchées tout le temps au même endroit[réf. nécessaire]. Il faut courir d’une cachette à une autre sans se faire toucher. 

## Exemples de variantes

### Chat glacé
Le principe est le même, on a un chat et des souris qui lui échappent. La différence du chat perché est que lorsque le chat touche une souris, elle est alors glacée. Elle ne peut plus bouger de l’endroit où elle a été touchée tant qu’une autre souris ne l’aura pas touchée à son tour. Alors les deux souris peuvent continuer le jeu. 

### Chat couleur
Le but du jeu et ses règles sont les mêmes qu’au chat perché. Or, au lieu de se percher pour échapper au chat, les souris devront toucher un objet d’une couleur choisie. Pour désigner cette couleur, au début du jeu, les souris touchent les griffes du chat qui va imaginer un début d’histoire comme « Il était une fois… un chaperon rouge ! ». Au moment où la couleur a été dite, toutes les souris peuvent s’éloigner du chat en courant et aller se protéger en touchant la couleur rouge, dans ce cas. 

### Chat blessé
Dans cette version du jeu, lorsque le chat touche une souris on dit alors qu'elle est blessée. Elle va devoir se toucher la partie du corps blessée ou touchée par le chat pendant tout le jeu. Si on lui touche le genou, elle devra courir en se touchant le genou.

### Chat bougie
Dans cette version du jeu, lorsque le chat touche une souris elle se transforme en bougie qui se consume. La souris-bougie se positionne debout les jambes écartées et les mains jointes au dessus de la tête (pour faire la flamme). La souris transformée en bougie se consume en se baissant jusqu’à finir par terre. Pour délivrer une souris-bougie, une autre souris (libre) doit lui passer en dessous des jambes avant que la bougie ne soit complètement consumée. Dans cette version du jeu si une bougie est complètement consumée, la souris en question devient le nouveau chat, le chat devient souris et toutes les souris-bougie sont libérées.  

## Dans le monde
On le retrouve dans beaucoup de pays, mais sous d’autres appellations ou avec des règles qui différent parfois en fonction de la culture du pays.

### La Réunion
Sur l’île de La Réunion, la légende de grand-mère Kalle s’est immiscée dans les règles du jeu. Ici, le chat incarne le rôle de grand-mère Kalle. Le jeu commence par un questionnement à grand-mère Kalle sur l’heure qu’il est. Elle va alors répondre différentes heures jusqu’à crier « Minuit ! ». À ce moment, les autres joueurs doivent courir pour ne pas se faire toucher et devenir grand-mère Kalle.

### Québec
Au Québec, on l’appelle la tague. Le chat perché est l’équivalent de la tague montée. Le chat est appelé la tag, on la distingue, par exemple, grâce à un dossard ou un objet dans la main. Pour ne pas être touché, les autres joueurs doivent monter sur un objet ou se mettre dans un cerceau. Lorsqu’un joueur est touché, il doit écarter les jambes. Pour se faire délivrer un autre joueur doit passer entre ses jambes. Tague est l’appellation anglophone du jeu chat perché,.

### Belgique
En Belgique, le jeu du chat s'appelle « Touche-touche » et sa version perchée : « Touche-touche plus haut » ou « Touche-touche hauteur ». Les chats sont généralement appelés des Loups. 
Il existe aussi une version « Touche-touche chaîne » où les souris touchées vont former une chaîne à partir d'un point défini à l'avance (un arbre, un mur, ...). Les autres souris peuvent venir délivrer la chaîne en passant entre deux souris ou entre la première souris et son point d'ancrage. Toutes les souris à l'aval du point où la chaîne a été rompue sont alors délivrées. Le(s) chat(s) gagne(nt) s'il(s) arrive(nt) à capturer toutes les souris.

### Japon
Au Japon, le jeu est appelé « onigokko » ou connu sous l’appellation de « tagu » (タグ). Dans cette version du jeu, le chat est un démon qui doit toucher ses proies,.